# Cofradía del Santísimo Cristo de Burgos y de Nuestra Señora de la Cinta
La Hermandad de Nuestra Señora de la Cinta y del Santísimo Cristo de Burgos es una hermandad de culto católico que tiene su sede canónica en la Catedral de San Cristóbal de La Laguna de la ciudad homónima, en la isla de Tenerife, en la comunidad autónoma de Canarias (España).

## Historia
La cofradía se fundó el 1 de junio de 1955 con la intención de renovar dos antiguas devociones de la desaparecida Iglesia de San Agustín. Sin embargo, la institución atravesó un difícil período cuando se incendió el templo y sus imágenes titulares en 1964.
Posteriormente, la bendición de la nueva imagen del Cristo de Burgos en 1987 supuso el renacimiento de esta cofradía. En el año 2021, esta cofradía fue aceptada filial de la Hermandad de Nuestra Señora de la Cinta de Huelva, de cuya ciudad es patrona y que comparte titularidad con esta cofradía lagunera. Esto se debe a que está acreditado que antes de 1520 se encontraba establecida en la Iglesia de San Agustín de La Laguna una cofradía dedicada a la Virgen de la Cinta, cuya devoción fue llevada a la isla por onubenses que se establecieron en Canarias en el siglo XVI.

## Titulares
- Cristo de Burgos: Es una réplica de la desaparecida imagen en el incendio antes citado. La actual imagen es obra de Ezequiel de León, imitación del famoso Cristo crucificado que entonces se veneraba en el convento agustino de Burgos. Debido al faldellín que lleva sobrepuesto se le conoce popularmente como el Cristo de las Enagüitas.

- Nuestra Señora de la Cinta: Imagen realizada en 1965 por el escultor ayamontino don Antonio León Ortega para sustituir a la imagen original desaparecida un año antes en el incendio de la Iglesia de San Agustín. Esta antigua talla fue realizada en el siglo XVIII por el escultor genovés Antón María Maragliano.[3]

## Salidas Procesionales
- Domingo de Pasión: A las 18:30 horas se realiza la procesión del Santísimo Cristo de Burgos.[4]